# GSBC AMOR
De Groninger Studenten Badminton Club AMOR is een studentensportvereniging voor badminton in Groningen en is opgericht in 1963.
De naam AMOR betekende oorspronkelijk "Alles Met Ons Racket". De oprichters waren leden van Vindicat en Unitas. De GSBC werd een volledig onafhankelijke vereniging, geen subvereniging. In die dagen was dit bijna een revolutionaire daad. De naam van de club veranderde kort na oprichting (op 14 november 1963) in GSBC A.M.O.R. (Alles Met Ons Racket). In het jaar 1968 werd besloten om de naam te veranderen in GSBC AMOR.
In de beginjaren gebruikten AMORianen trainingsfaciliteiten in heel Groningen. In die tijd had AMOR 2 competitieve teams met negen heren en twee dames. De grootste rivaal in het noorden was Djempol uit Leeuwarden. Eind jaren zestig zijn er berichten dat AMOR de op twee na grootste badmintonclub van Nederland is. Nadat het Sportcentrum op de Zernikecomplex was gebouwd, werd de Struikhal in de ACLO de thuisbasis van AMOR en is het tot op de dag van vandaag de thuisbasis.
Vandaag de dag heeft AMOR gemiddeld 8 competitieteams en werd er sinds het seizoen '19-'20 Eredivisie gespeeld. 16 mei 2023: Badmintonclub AMOR trekt zich terug uit eredivisie; spelers willen niet verder (nos.nl).

## AMOR-toernooi
Ook organiseert de club elk jaar in februari het AMOR-toernooi, waar ook veel niet-studenten aan meedoen. Het toernooi is met enkele honderden deelnemers een van de grootste badmintontoernooien in Nederland. Voorafgaand aan elk seizoen organiseert AMOR ter voorbereiding het BOOT (Buitengewoon Ongeorganiseerd en Onverantwoord Toernooi).